# Giovanni Visconti da Oleggio
Giovanni Visconti da Oleggio (1304 – Fermo, 1366) è stato un politico italiano.

## Biografia
Era figlio di Filippo di Giovanni, del ramo di Oleggio della famiglia dei Visconti.
Fu signore di Bologna dal 1355 al 1360, anno in cui dovette cedere il potere ad Egidio Albornoz, tuttavia in cambio ottenne la signoria di Fermo - col titolo di marchese della Marca Anconitana - che detenne fino alla morte, avvenuta nel maggio del 1366.